# Eupatorium cannabinum
La canapa acquatica (nome scientifico Eupatorium cannabinum L.) è una pianta erbacea perenne, abbastanza robusta e tomentosa, appartenente alla famiglia delle Asteraceae.

## Etimologia
Il nome del genere (Eupatorium) deriva dal greco: “nascita da padre nobile”. Qui si fa riferimento a Mitriade Eupatore, che fu re del Ponto nel I secolo a.C. e al quale si attribuisce il primo utilizzo medicinale. 

L'epiteto specifico è ricavato dalla somiglianza di questa pianta con la comune canapa (Cannabis sativa).

Il nome in inglese della pianta è: Hemp agrimony.

## Descrizione

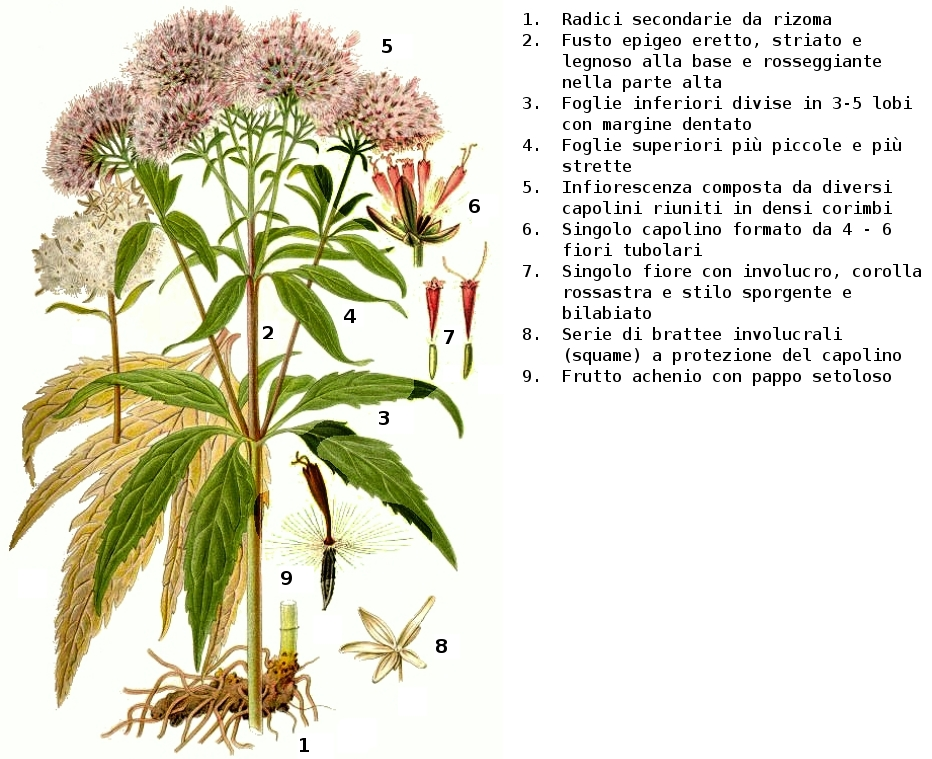
Descrizione delle parti della pianta

La forma biologica della specie è emicriptofita scaposa (H scap); sono piante perennanti per mezzo di gemme poste al suolo e con asse fiorale allungato.

### Radici
Le radici sono secondarie da rizoma.

### Fusto
- Parte ipogea: il fusto ipogeo è un rizoma sotterraneo da cui sorgono diversi fusti aerei.
- Parte epigea: il fusto epigeo è eretto, striato, legnoso alla base ed è alto 1,5 – 2 metri (altezza minima 50 cm), mentre in larghezza può occupare uno spazio fino a 1,2 metri; il portamento del fusto è semplice e ramificato solo nella parte alta; è di colore rossiccio e pubescenza (rivestito da peli increspati) di preferenza nella parte alta.

### Foglie
Le foglie sono a disposizione opposta; sono brevemente picciolate ed hanno la forma palmato – lobata (sono divise in 3 - 5 profonde lacinie lanceolate), quelle inferiori a volte sono semplici; sia l'apice della foglia che la sua base sono acuti; il margine è seghettato - dentato. Dimensioni delle foglie: le inferiori 3 x 9 cm; le superiori 15–22 mm di larghezza per 42–60 mm di lunghezza.

### Infiorescenza

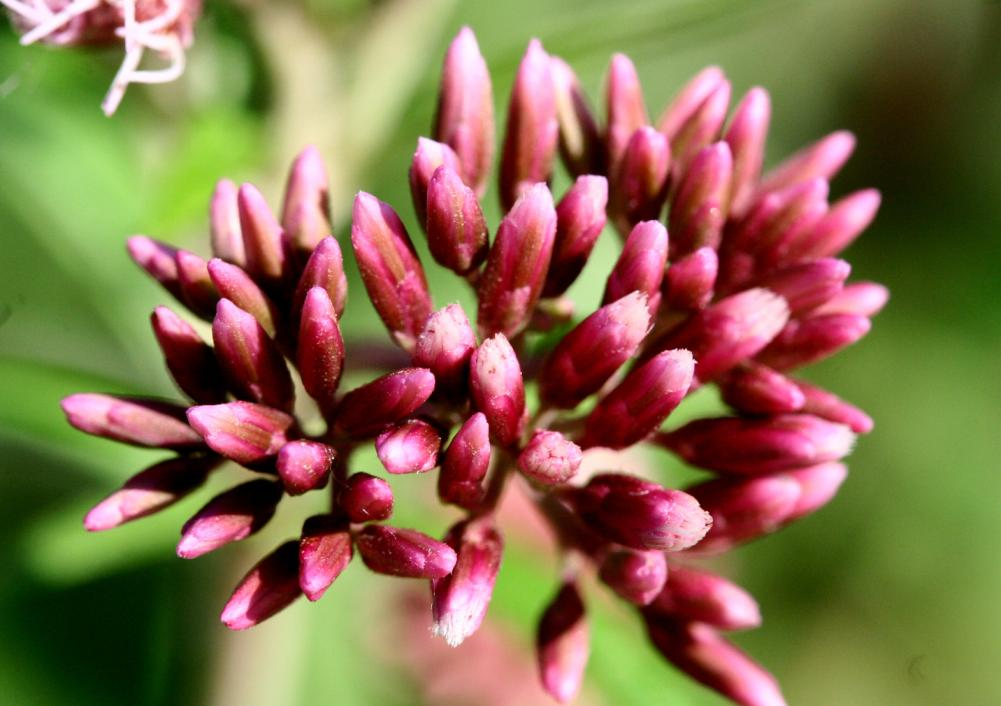
Infiorescenza

L'infiorescenza è formata da diversi capolini riuniti in densi corimbi (la parte terminale della pianta è molto ramificata) di circa 10 cm di diametro. Ogni capolino porta pochi fiori (meno di una decina, normalmente 4 -6) dalla forma tubolare inseriti su un ricettacolo nudo circondato da circa 10 brattee involucrali (squame) verdi di forma ovale o oblunga con il margine lievemente arrossato; queste brattee sono disposte su due verticilli, e quelle esterne sono più brevi. Caratteristica di questa infiorescenza è l'avere tutti i fiori quasi perfettamente delle stesse dimensioni.

### Fiori
I fiori sono profumati tenuamente e sono ermafroditi. L'involucro  (l'insieme di calice e corolla) è lungo al massimo 7 mm ed è di forma cilindrica dal diametro di 2 mm. Sono assenti i fiori ligulati, il capolino si compone solamente di fiori tubulosi lunghi circa 10 mm.
- Corolla: la corolla è di colore roseo – porporino ma anche lillacino torbido; ha la forma tubolare e alla fauce è divisa in cinque lobi (denti).
- Androceo: le antere sono arrotondate alla base.
- Gineceo: lo stilo è bianco e progressivamente assottigliato con lo stimma bilabiato.
- Fioritura: da luglio a settembre.
- Impollinazione: tramite api e farfalle; il nettare viene secreto alla base del tubo corollino.

### Frutti
Il frutto è un achenio di forma ovale – oblunga lungo mediamente 3 – 4 mm; longitudinalmente lo percorre cinque coste e la superficie è rugosa; nella parte apicale è inserito il pappo con diverse setole cenerine - biancastre molto lunghe (fino a 5 mm) ed evidenti che il vento può portare (assieme al frutto) anche molto lontano.

## Distribuzione e habitat
- Geoelemento: il geoelemento di questa pianta è Paleotemp. (paleotemperato) : quindi l'origine è da ricercarsi nelle zone Eurasiatiche ma anche nel Nordafrica.
- Diffusione: è presente in quasi tutta l'Europa, Asia occidentale, Africa settentrionale, Siberia sud-occidentale e Australia. In Italia è comune su tutto il territorio.
- Habitat: questa pianta si trova facilmente in luoghi umidi e ombrosi; boschi freschi o argini di torrenti, ma anche terreni alluvionali e arbusteti in zone paludose.
- Diffusione altitudinale: dal piano a 1300 m s.l.m..

## Tassonomia
Le famiglia delle Asteraceae o Compositae è la famiglia vegetale più numerosa, organizzata in oltre 1000 generi per un totale di circa 20.000 specie. Al genere Eupatorium sono assegnate numerose specie (da 400 a 600 secondo i vari autori) quasi tutte localizzate alla sola flora spontanea Americana (soprattutto centrale e meridionale-tropicale), mentre in Europa se ne trovano spontanee solo 4 -5, anzi nella zona occidentale dell'Europa (e quindi in Italia) una sola è la specie presente: Eupatorium cannabinum. Il genere Eupatorium è quindi tipicamente connesso con climi molto caldi.

Le prime documentazioni moderne di questo genere le abbiamo per opera del botanico francese Joseph Pitton de Tournefort (1656-1708) che è stato anche il primo a nominarlo. Nome ripreso e confermato nel 1735 da Carl von Linné.

La classificazione di questa specie è così organizzata:
Famiglia: Asteraceae, definita dal botanico e politico belga Barthélemy Charles Joseph Dumortier (1797-1878) nel 1822.
Sottofamiglia: Eupatorioideae (Cass.) Lindl. in Loud. in una pubblicazione del 1829; (ma secondo altre classificazioni la sottofamiglia è quella delle Tubuliflorae; oppure quella delle Asteroideae).
Tribù: Eupatorieae  definita dal botanico e naturalista francese Alexandre Henri Gabriel de Cassini (1781-1832) nel 1819.
Sottotribù:  Eupatoriinae ancora assegnata da Dumortier nel 1829.
Genere: Eupatorium Carl von Linné (1753)
Specie : E. cannabinum Carl von Linné (1753)

### Varietà
La variabilità di questa pianta può presentarsi soprattutto nelle foglie: individui con foglie indivise oppure individui con foglie solamente a 5 segmenti; anche se tali differenze possono non essere molto significative e sembrano dovute più che altro a variazioni locali e circoscritte. Comunque sono state individuate alcune sottospecie:
- Eupatorium cannabinum subsp. corsicum (Req.) P.Fourn (1939) : le foglie sono indivise e più gracili della specie principale; il pappo si presenta lungo al massimo come il frutto. Questa sottospecie è stata individuata nelle isole e nell'Italia meridionale.
- Eupatorium cannabinum var. syriacum (Jacq.) Boiss. (sinonimo = E. syriacum Jacq.) : il portamento della pianta è più cespuglioso; i fusti sono molto ramosi nella parte alta e presentano una densa pubescenza lanosa; le foglie sono largamente lanceolate e più grandi mentre i fiori sono più piccoli di qualche millimetro. Questa variante è stata individuata (con qualche incertezza) nel Meridione e in Sicilia.

### Sinonimi
La specie Eupatorium cannabinum può essere chiamata con nomi diversi. L'elenco che segue indica alcuni tra i sinonimi più frequenti:
- Eupatorium cannabifolium Salisb. (1796)
- Eupatorium caucasicum Steven (1856)
- Eupatorium corsicum Req. ex Loisel. (1827) = E. cannabinum subsp. corsicum
- Eupatorium hyrcanicum Steven (1856)
- Eupatorium lemassonii Biau (1910)
- Eupatorium nodiflorum Wallich (1831)
- Eupatorium soleirolii Loisel. (1827) = E. cannabinum subsp. corsicum
- Eupatorium syriacum Jacq. (1781)

### Specie simili
- Eupatorium adenophorum Sprengel: si differenzia per avere una densa pubescenza ghiandolare sul fusto e sui piccioli;  le foglie inoltre si presentano con le lamine a forma triangolare o rombica e sono indivise. Questa pianta, originaria del Messico, si è naturalizzata in Corsica (ove precedentemente era stata importata per scopi ornamentali).

## Usi

### Farmacia
- Sostanze presenti:  nelle foglie e nelle radici è presente un glucoside chiamato "eupatorina"; in parte la pianta contiene anche alcaloidi pirrolizidinici che hanno proprietà epatotossiche e cancerogene per cui si sconsiglia l'uso di qualsiasi parte di questa pianta. Gli effetti indesiderati comprendono tremori muscolari, debolezza, e costipazione; in quantità elevate può essere anche mortale.
- Proprietà curative: la medicina popolare indica le seguenti proprietà curative: diaforetiche, febbrifughe, lassative, toniche, diuretiche, depurative e colagoghe.
- Parti usate: secondo la tradizione vengono raccolte le radici e le foglie (in preferenza quelle della parte alta della pianta che si dice siano molto lassative).

La conoscenza di questa pianta è nota fin dall'antichità sia per le sue proprietà vulnerarie che aperitive, ma anche per la presenza di sostanze vermifughe e purganti contenute nei rizomi. Generalmente veniva usata esternamente come antisettico, ma a volte era usata anche internamente in caso di artriti e reumatismi.

### Cucina
Non si ha notizia che questa pianta venga usata come cibo; è comunque una buona pianta mellifera, da cui le api raccolgono nettare e polline.

### Industria
Dalla pianta si possono ricavare dei prodotti repellenti.

### Giardinaggio
La crescita di questa pianta è abbastanza rapida e facile per cui ha un certo impiego nel giardinaggio per creare siepi e riempire zone intermedie. Viene usata soprattutto nei giardini acquatici con ampie zone in quanto tende a colonizzare velocemente il terreno circostante per mezzo di rizomi molto ramificati. L'impianto ideale è nei pressi di laghetti o corsi d'acqua non molto profondi con terreno molto umido o anche sommerso d'acqua per qualche centimetro.
È pianta visitata dalle api.

## Galleria d'immagini

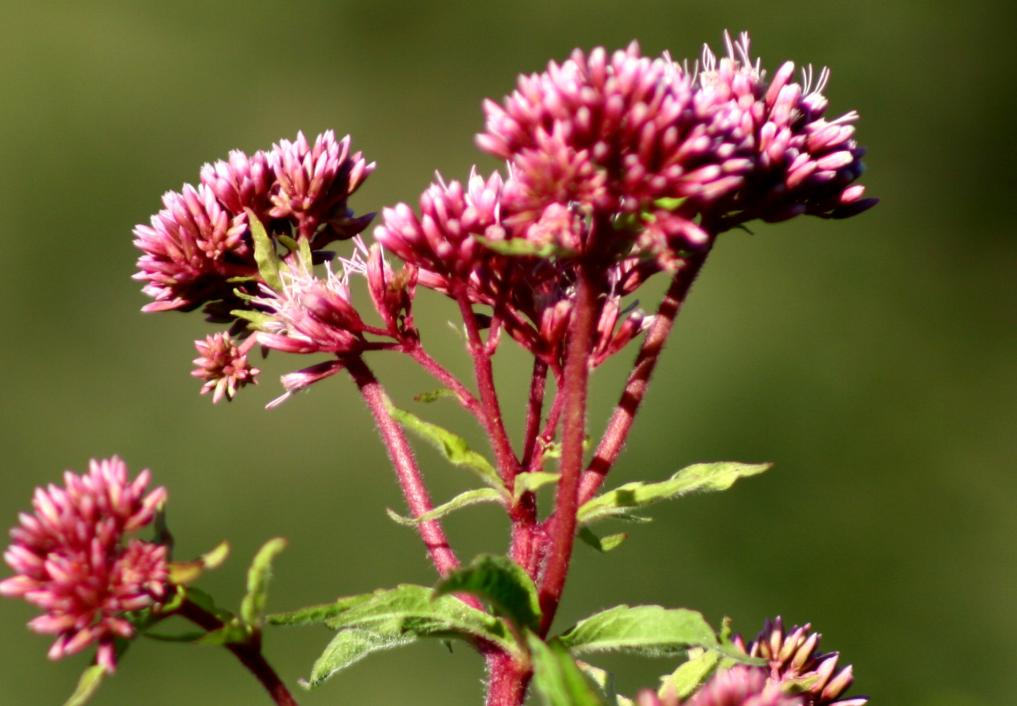
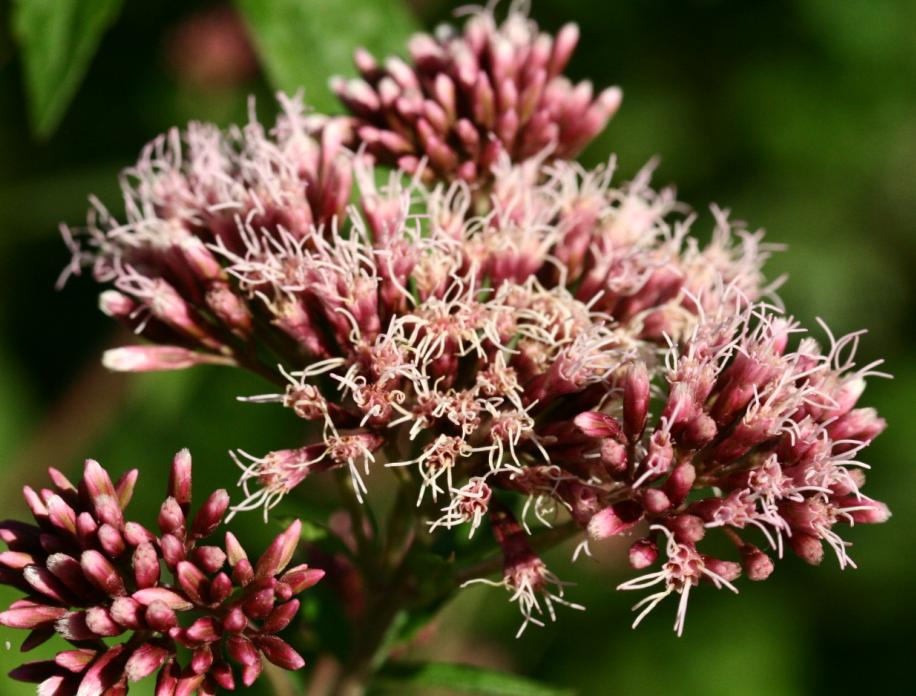
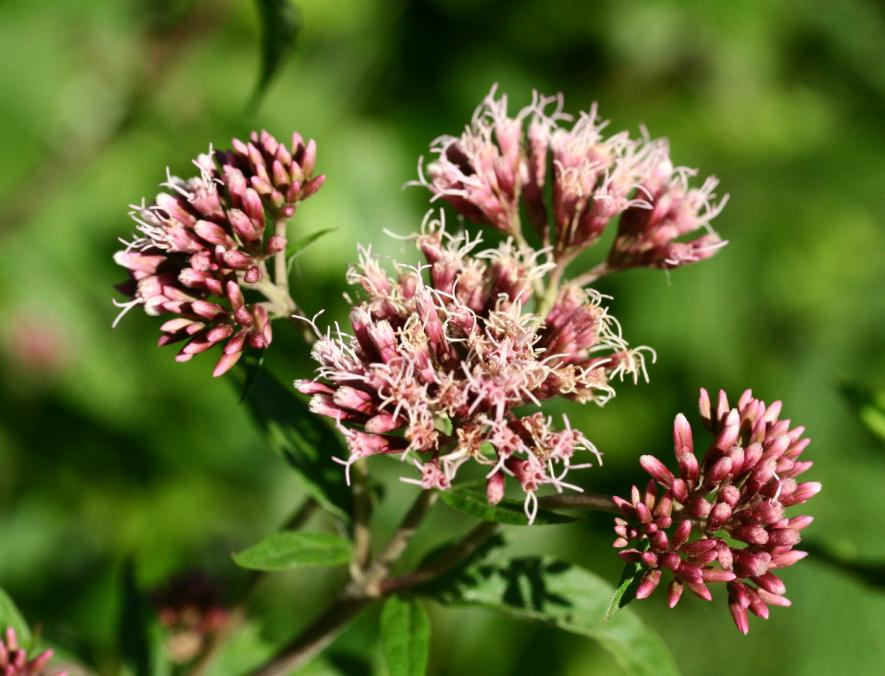
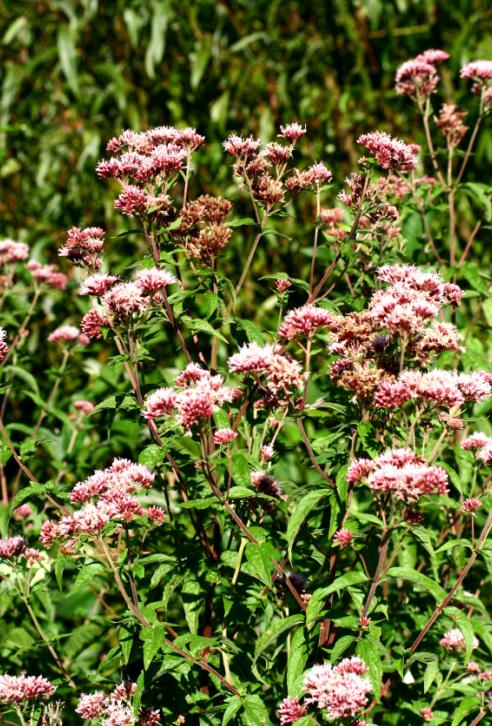